# 張楷 (康熙進士)
张楷（？—？），江南江都县（今属扬州市江都区）人，清朝政治人物。同进士出身。

## 生平
张楷为康熙六年（1667年）丁未科进士。康熙二十九年（1690年）接替吴国柱任福建延平府知府，康熙三十二年（1693年）由耿继志接任。